# Štitkovo
Štitkovo (izvirno srbsko Штитково) je naselje v Srbiji, ki upravno spada pod Občino Nova Varoš; slednja pa je del Zlatiborskega upravnega okraja.

## Demografija
V naselju živi 111 polnoletnih prebivalcev, pri čemer je njihova povprečna starost 47,7 let (46,9 pri moških in 48,5 pri ženskah). Naselje ima 42 gospodinjstev, pri čemer je povprečno število članov na gospodinjstvo 3,10. 
|  |

| Demografija | Demografija     | Demografija     |
| Leto        | Št. prebivalcev | Št. prebivalcev |
| ----------- | --------------- | --------------- |
|             |                 |                 |
|             |                 |                 |
|             |                 |                 |
|             |                 |                 |
| 1948        | 404             |                 |
| 1953        | 423             |                 |
| 1961        | 380             |                 |
| 1971        | 312             |                 |
| 1981        | 238             |                 |
| 1991        | 172             | 172             |
| 2002        | 130             | 130             |
|             |                 |                 |

| Etnična sestava po popisu iz leta 2002 | Etnična sestava po popisu iz leta 2002 | Etnična sestava po popisu iz leta 2002 | Etnična sestava po popisu iz leta 2002 | Etnična sestava po popisu iz leta 2002 |
| -------------------------------------- | -------------------------------------- | -------------------------------------- | -------------------------------------- | -------------------------------------- |
| Srbi                                   | Srbi                                   |                                        | 129                                    | 99,23%                                 |
| Neznano                                | Neznano                                |                                        | 0                                      | 0,0%                                   |